# Marc Duroni
Marc Duroni (en llatí Marcus Duronius) va ser un senador romà del segle i aC. Formava part de la gens Durònia, una gens romana d'origen plebeu.
Va ser elegit tribú de la plebs segurament l'any 98 aC. L'any següent, el 97 aC va ser eliminat del senat pels censors Antoni l'orador i Luci Valeri Flac, probablement perquè en el seu tribunat havia abolit una llei sumptuària. En revenja, Marc Duroni va llençar una acusació d'ambitus contra el censor Antoni.